# William and Jessie M. Adams House
La William and Jessie M. Adams House est une maison de style « Prairie School » située à Chicago dans l'Illinois.
Elle fut construite entre 1900 et 1901 par Frank Lloyd Wright en s'inspirant de l'architecture japonaise dont il avait une grande passion, et dont on retrouvera l'influence dans un certain nombre de ses réalisations.
Elle a été désignée Chicago Landmark par la ville le 16 juin 1994.